# Chirilovca, Florești
Chirilovca este un sat din componența comunei Alexeevca din raionul Florești, Republica Moldova.

## Demografie

### Structura etnică
Structura etnică a satului conform recensământului populației din 2004, satul Chirilovca avea de 136 locuitori: 60 de ucraineni, 54 de moldoveni/români, 21 de ruși și 1 persoană cu etnie nedeclarată.